# Blank & Jones
A Blank & Jones 1995-ben alakult német elektronikus zenei/house/trance duó. Tagjai Jan Pieter Blank (1971. június 15.), becenevén Piet Blank és René Runge (1968. június 27.), művésznevén DJ Jaspa Jones; producerük Andy Kaufhold (1969. december 17.), művésznevén N*D*K. A duónak több mint egy tucatnyi stúdióalbuma jelent meg, valamint számos remixalbuma, továbbá több mint kéttucat kislemeze 1997 óta (ekkor adták ki első dalukat, a "Sunrise"-t).

## Diszkográfia

### Nagylemezek
- 1999: In da Mix
- 2000: DJ Culture
- 2001: Nightclubbing
- 2002: Substance
- 2003: Relax
- 2004: Monument
- 2005: Relax Edition 2 (2 CD)
- 2006: The Singles
- 2007: Relax Edition 3 (2 CD)
- 2008: The Logic of Pleasure
- 2009: Relax Edition 4 (2 CD)
- 2009: Eat Raw for Breakfast
- 2009: Reordered (Blank & Jones, Mark Reeder)
- 2010: Relax Edition 5 (2 CD)
- 2010: Chilltronica No 2
- 2011: Relax Edition Six
- 2012: Relax Edition Seven
- 2012: Relax-Jazzed (Blank & Jones album, közreműködik Julian és Roman Wasserfuhr)
- 2013: Relax - A Decade 2003-2013 - Remixed & Mixed
- 2013: Relax - The Best of A Decade 2003-2013
- 2014: Relax Edition Eight
- 2015: Relax Edition Nine
- 2016: Milchbar Seaside Season 8
- 2016: DOM
- 2017: #WhatWeDoAtNight
- 2017: Relax Edition 10
- 2017: Chilltronica No.6
- 2018: Milchbar Seaside Season 10
- 2018: Relax Edition 11
- 2020: Milchbar Seaside Season 12
- 2021: Milchbar Seaside Season 13